# 星期一的豐滿
《星期一的豐滿》是比村奇石於Twitter上每星期一發表的日本漫畫。

## 作品概要
最早该作以（給星期一早上的各位社畜哥哥送上豐滿）为标题在比村奇石Twitter账户上发布了第一部作品，之后每周连载，2016年连载第46话时改为现名。主题是為了星期一早上成為社畜的大家打氣而画的丰满胸部女生插画。相关连载也通过同人志在Comic Market发售，至2024年8月已发售了18本单行本。
有些時候作品也與發佈當時的時事有所關聯：例如在第24屆日本參議院議員通常選舉結束後的次日，也就是2016年7月11日星期一，就發布了與選舉有關的插畫作品。
经过接近6年300多话的Twitter连载，本作首次在纸质刊物讲谈社《週刊Young Magazine》开始长篇连载，Twitter连载也保持继续。

## 出版物

### 同人誌版
| 卷數 | 書名                    | 出刊日         | 出刊場合         |
| ---- | ----------------------- | -------------- | ---------------- |
| 1    | 月曜日のたわわ          | 2015年12月31日 | Comic Market 89  |
| 2    | 月曜日のたわわ そのII   | 2016年8月14日  | Comic Market 90  |
| 3    | 月曜日のたわわ そのIII  | 2016年12月31日 | Comic Market 91  |
| 4    | 月曜日のたわわ そのIV   | 2017年8月11日  | Comic Market 92  |
| 5    | 月曜日のたわわ そのV    | 2017年12月31日 | Comic Market 93  |
| 6    | 月曜日のたわわ そのVI   | 2018年8月12日  | Comic Market 94  |
| 7    | 月曜日のたわわ そのVII  | 2018年12月31日 | Comic Market 95  |
| 8    | 月曜日のたわわ そのVIII | 2019年8月12日  | Comic Market 96  |
| 9    | 月曜日のたわわ そのIX   | 2019年12月31日 | Comic Market 97  |
| 10   | 月曜日のたわわ EXTRA    | 2020年5月5日   | Comic Market 98  |
| 11   | 月曜日のたわわ そのX    | 2020年12月30日 | エアコミケ2      |
| 12   | 月曜日のたわわ そのXI   | 2021年8月14日  |                  |
| 13   | 月曜日のたわわ そのXII  | 2021年12月31日 | Comic Market 99  |
| 14   | 月曜日のたわわ そのXIII | 2022年8月14日  | Comic Market 100 |
| 15   | 月曜日のたわわ そのXIV  | 2022年12月31日 | Comic Market 101 |
| 16   | 月曜日のたわわ そのXV   | 2023年8月14日  | Comic Market 102 |
| 17   | 月曜日のたわわ そのXVI  | 2023年12月31日 | Comic Market 103 |
| 18   | 月曜日のたわわ そのXVII | 2024年8月12日  | Comic Market 104 |

### 單行本版
| 卷數 | 講談社        | 講談社                                                | 東立出版社                   | 東立出版社 |
| 卷數 | 發售日期      | ISBN                                                  | 發售日期                     | ISBN |
| ---- | ------------- | ----------------------------------------------------- | ---------------------------- | --- |
| 1    | 2021年4月5日  | ISBN 978-4-06-522434-2 ISBN 978-4-06-523281-1（青版） | 2021年11月26日 2021年12月3日 | ISBN 978-957-26-7865-7（首刷限定版） ISBN 978-957-26-7866-4（青版、首刷限定版） ISBN 978-957-26-7757-5 ISBN 978-957-26-7751-3（青版） |
| 2    | 2021年8月2日  | ISBN 978-4-06-524347-3 ISBN 978-4-06-524348-0（青版） | 2022年3月7日                 | ISBN 978-957-26-7758-2 ISBN 978-957-26-8671-3（青版）                                                                                 |
| 3    | 2021年12月6日 | ISBN 978-4-06-526175-0 ISBN 978-4-06-526176-7（青版） | 2022年5月20日 2022年5月27日  | ISBN 978-957-26-9090-1（首刷限定版） ISBN 978-957-26-9091-8（青版、首刷限定版） ISBN 978-957-26-8803-8 ISBN 978-957-26-8804-5（青版） |
| 4    | 2022年4月4日  | ISBN 978-4-06-527472-9 ISBN 978-4-06-527473-6（青版） | 2022年7月21日                | ISBN 978-957-26-9689-7（首刷限定版） ISBN 978-957-26-9690-3（青版、首刷限定版） ISBN 978-957-26-9126-7 ISBN 978-957-26-9319-3（青版） |
| 5    | 2022年8月1日  | ISBN 978-4-06-528793-4 ISBN 978-4-06-528792-7（青版） | 2023年1月9日 2023年1月16日   | ISBN 978-626-347-470-3（首刷限定版） ISBN 978-626-347-471-0（青版、首刷限定版） ISBN 978-626-347-041-5 ISBN 978-626-347-042-2（青版） |
| 6    | 2022年12月5日 | ISBN 978-4-06-530062-6 ISBN 978-4-06-530061-9（青版） | 2023年6月19日 2023年6月26日  | ISBN 978-626-360-671-5（首刷限定版） ISBN 978-626-360-672-2（青版、首刷限定版） ISBN 978-626-347-884-8 ISBN 978-626-347-885-5（青版） |
| 7    | 2023年5月8日  | ISBN 978-4-06-531691-7 ISBN 978-4-06-531695-5（青版） | 2023年11月6日 2023年11月13日 | ISBN 978-626-372-726-7（首刷限定版） ISBN 978-626-372-727-4（青版、首刷限定版） ISBN 978-626-372-095-4 ISBN 978-626-372-096-1（青版） |
| 8    | 2023年8月8日  | ISBN 978-4-06-532658-9 ISBN 978-4-06-532655-8（青版） | 2024年3月8日 2024年3月15日   | ISBN 978-626-02-0621-5（首刷限定版） ISBN 978-626-02-0622-2（青版、首刷限定版） ISBN 978-626-02-0078-7 ISBN 978-626-02-0079-4（青版） |
| 9    | 2023年12月4日 | ISBN 978-4-06-533945-9 ISBN 978-4-06-533943-5（青版） | 2024年4月25日 2024年5月3日   | ISBN 978-626-02-1033-5 ISBN 978-626-02-1035-9（青版）                                                                                 |
| 10   | 2024年5月7日  | ISBN 978-4-06-535588-6 ISBN 978-4-06-535590-9（青版） | 2024年12月5日                | ISBN 978-626-02-2196-6 ISBN 978-626-02-2197-3（青版）                                                                                 |
| 11   | 2024年9月2日  | ISBN 978-4-06-536915-9 ISBN 978-4-06-536914-2（青版） | 2025年6月16日                | ISBN 978-626-02-3243-6 ISBN 978-626-02-3244-3（青版）                                                                                 |
| 12   | 2025年2月3日  | ISBN 978-4-06-538575-3 ISBN 978-4-06-538576-0（青版） |                              | |
| 13   | 2025年6月30日 | ISBN 978-4-06-540138-5 ISBN 978-4-06-540259-7（青版） |                              | |

## 網路動畫
2016年10月10日發佈動畫化消息並由NBC环球娱乐官方账号在YouTube上发布第1话，之后由于违反社区规范而被YouTube删除。之后，有用户名为“比村奇石”的用户重新设定年龄限制后重新上传发布（后自行删除）。但作者在Twitter上则只对此表示抱歉，并说明由于这是团队作品，所以不会通过自己的个人账号重新上传，并计划使用新途径发布。幾天後，NBC环球娱乐的頻道发布的第1话恢复，但第2话起只在NicoNico網站發佈。
動畫第2期於2021年9月20日由日本ABEMA播出，台灣由木棉花國際YouTube頻道、巴哈姆特動畫瘋、LINE TV、MyVideo、FriDay影音、Yahoo TV、LiTV 線上影視、CatchPlay+、HamiVideo同步跟播。

### 登场角色
登场话：1、3、4、5、7、8、9、10、12、14
小愛（聲：原田彩楓）
本作經常性出場人物之一，有在學校委員會工作，曾經不小心撞傷「哥哥」，作為報答，讓「哥哥」在周一護送其乘火車上學。並會送因胸部成長而脫線的鈕扣給哥哥。
哥哥（聲：間島淳司）
本作經常性出場人物之一，一名在公司上班的社畜，由於周一鬱悶的工作，曾經想跳軌自殺。由於被小愛撞傷過，作為報答而每周一護送其乘火車上學。
登场话：2、6、12、13
後輩（聲：茅野愛衣）
本作經常性出場人物之一，跟隨「前輩」工作。做事有點冒失，但仍算幹練。和「小愛」與「哥哥」一組同坐同一線路的火車。
前輩（聲：內匠靖明）
本作經常性出場人物之一。和「小愛」與「哥哥」一組同坐同一線路的火車。
登场话：3
健身教練（聲：津田美波）
課長（聲：相馬康一）
「哥哥」在公司的上司，對屬下的工作管治十分認真，但也會關心員工的工作狀況。作為本作特色，經常也會遇到巨乳的女性。
登场话：5、10
排球部（聲：石上静香）
小愛的同學，個性陽剛、在排球部十分受歡迎，和小愛很交好。
保健室老师（聲：大地叶）
登场话：6
女性員工（聲：Lynn）
登場話：8
齒科衛生士（聲：能登麻美子）
牙醫助手（聲：篠田南）
登場話：11
德森小姐（聲：金元寿子）
登場話：第2期
前髮醬（聲：高橋李依）
留著長瀏海的女生，高中時愛慕老師，在高中畢業後與老師交往。後期與老師結婚後成為小愛的鄰居。
老師（聲：柳田淳一）
前髮醬高中時的老師，拒絕了身為學生的前髮醬告白，直到前髮醬畢業後與她交往。後期與前髮醬結婚成為小愛的鄰居。
妹妹（聲：井口裕香）
小愛的妹妹。
媽媽（聲：井上喜久子）
小愛的媽媽。

### 製作人員
- 原作：比村奇石

第1期
- 監督：村山公輔
- 角色設計：吉井弘幸
- 美術監督：菊池明子、松本浩樹
- 美術設定：小山真由子
- 攝影監督：中野遼太郎
- 色彩設計：坂上康治
- 音響監督：明田川仁
- 音樂：出羽良彰
- 音樂製作：NBC Universal
- 動畫製作：PINE JAM
- 製作：NBC Universal、月鈴舍、i0plus

第2期
- 監督：小川優樹
- 系列構成：鴨志田一
- 角色設計：佐藤天昭
- 美術監督：
- 色彩設計：古市裕一
- 攝影監督：
- 編輯：丹彩子
- 音響監督：明田川仁
- 動畫製作：橫濱動畫研究所

### 主題曲
第1期
作詞・作曲：饗庭純、編曲：出羽良彰、主唱：小愛（原田彩楓）
第2期
作詞・作曲・編曲：藤原隆之、主唱：小愛（原田彩楓）

### 各話列表
| 話數  | 日文標題 | 中文標題                                     | 分鏡     | 演出     | 作畫監督                               | 播出日期        |
| 第1期 | 第1期    | 第1期                                        | 第1期    | 第1期    | 第1期                                  | 第1期           |
| ----- | -------- | -------------------------------------------- | -------- | -------- | -------------------------------------- | --------------- |
| 1     |          | 星期一的豐滿                                 | 村山公輔 | 村山公輔 | 豆塚隆                                 | 2016年 10月10日 |
| 2     |          | 打算變得可靠卻破綻百出的後輩                 | 尋田耕輔 | 尋田耕輔 | 阪野日香莉                             | 10月17日        |
| 3     |          | 豐滿健身                                     | 村山公輔 | 瀨川真矢 | 瀨川真矢                               | 10月24日        |
| 4     |          | 黑色星期一的天使                             | 村山公輔 | 村山公輔 | 山中正博                               | 10月31日        |
| 5     |          | 小愛與身體測定的決戰                         | 村山公輔 | 村山公輔 | 清水裕輔                               | 11月7日         |
| 6     |          | 自以為貞操觀念強卻毫不設防的後輩             | 尋田耕輔 | 尋田耕輔 | 阪野日香莉                             | 11月14日        |
| 7     |          | 與小愛的夏日回憶                             | 尋田耕輔 | 廣橋啓太 | 佐藤篤史                               | 11月21日        |
| 8     |          | 絕對速效的鎮痛劑                             | 古賀一臣 | 古賀一臣 | 三井麻未                               | 11月28日        |
| 9     |          | 小愛與麵包店制服                             | 古賀一臣 | 古賀一臣 | 松原一之                               | 12月5日         |
| 10    |          | 小愛與馬拉松之戰                             | 村山公輔 | 古賀一臣 | 佐藤天昭 山內亞紀                      | 12月12日        |
| 11    |          | 在後悔中想象被我徹底錯過的她的高中時代的遊戲 | 古賀一臣 | 古賀一臣 | 三井麻未 清水裕輔                      | 12月19日        |
| 12    |          | 小愛與大人的階梯                             | 村山公輔 | 村山公輔 | 三井麻未                               | 12月26日        |
| 13    |          | 做事馬虎卻惹人疼的可愛後輩                   | 古賀一臣 | 古賀一臣 | 阪野日香莉                             | 不適用          |
| 14    |          | 小愛與秘密影片                               | 村山公輔 | 村山公輔 | 関口雅浩 重原克也                      | 不適用          |
| 第2期 |          |                                              |          |          |                                        |                 |
| 1     |          | 星期一的豐滿 之一                            | 小川優樹 | 相浦和也 | 嵩本樹                                 | 2021年 9月20日  |
| 2     |          | 星期一的豐滿 之二                            | 頂真司   | 相浦和也 | 泉坂つかさ                             | 9月27日         |
| 3     |          | 星期一的豐滿 之三                            | 小川優樹 | 相浦和也 | 嵩本樹                                 | 10月4日         |
| 4     |          | 星期一的豐滿 之四                            | 頂真司   | 相浦和也 | 嵩本樹                                 | 10月11日        |
| 5     |          | 星期一的豐滿 之五                            | 小川優樹 | 相浦和也 | 森下勇輝                               | 10月18日        |
| 6     |          | 星期一的豐滿 之六                            | 頂真司   | 相浦和也 | 嵩本樹                                 | 10月25日        |
| 7     |          | 星期一的豐滿 之七                            | 頂真司   | 相浦和也 | 橋本有里                               | 11月1日         |
| 8     |          | 星期一的豐滿 之八                            | 相浦和也 | 相浦和也 | 橋本有里                               | 11月8日         |
| 9     |          | 星期一的豐滿 之九                            | 亀井幹太 | 相浦和也 | 嵩本樹、武藤信宏                       | 11月15日        |
| 10    |          | 星期一的豐滿 之十                            | 井端義秀 | 相浦和也 | Chae Gwang Han、Park Hoon              | 11月22日        |
| 11    |          | 星期一的豐滿 之十一                          | 亀井幹太 | 相浦和也 | 橋本有里、今橋明日菜                   | 11月29日        |
| 12    |          | 星期一的豐滿 之十二                          | 小川優樹 | 相浦和也 | 王國年、橋本有加、森下勇輝、西田美弥子 | 12月6日         |
| 13    |          | 星期一的豐滿 之十三                          |          |          |                                        | 不適用          |

### 動畫第2期 播映平台
| 播放日期        | 播放時間（UTC+9） | 播放電視台 | 播放地區 | 備註 |
| --------------- | ----------------- | ---------- | -------- | ---- |
| 2021年9月20日－ | 每週一 07:07      | ABEMA      | 日本全國 |      |

| 播放日期        | 播放時間（UTC+8） | 播放電視台        | 播放地區 | 備註 |
| --------------- | ----------------- | ----------------- | -------- | ---- |
| 2021年9月20日－ | 每週一 06 : 20    | 木棉花YouTube頻道 | 臺灣     |      |
| 2021年9月20日－ | Yahoo TV          |                   | 臺灣     |      |
| 2021年9月20日－ | 每週一            | FriDay影音        | 臺灣     |      |
| 2021年9月20日－ | 每週一 06:20      | MyVideo           | 臺灣     |      |
| 2021年9月20日－ | 每週一 06:20      | 巴哈姆特動畫瘋    | 臺灣     |      |
| 2021年9月20日－ | 每週一 06:20      | LINE TV           | 臺灣     |      |
| 2021年9月21日－ |                   | LiTV 線上影視     | 臺灣     |      |
| 2021年9月20日－ | 每週一            | CatchPlay+        | 臺灣     |      |
| 2021年9月20日－ | 每週一 06:20      | HamiVideo         | 臺灣     |      |

## 迴響
比村在Twitter上所画的“第86话”中，小爱以胸部承托手机的行为成为当时现实网民模仿热点，由韩国网民开始兴起，之后蔓延回日本国内。
2022年4月4日，《日本經濟新聞》朝刊全國版刊登了本作單行本第4卷的全頁廣告，引發性化女學生的相關爭議。

## 外部連結
- 星期一的豐滿 NicoNico動畫 官方頻道 （页面存档备份，存于）（日語）
- 比村奇石的X（前Twitter） （日語）
- 星期一的豐滿2 官方動畫網站 （页面存档备份，存于）（日語）